# Buford (Georgia)
Buford – miasto w Stanach Zjednoczonych, w stanie Georgia, w hrabstwie Gwinnett.